# Origmatogona catalonica
Origmatogona catalonica är en mångfotingart som beskrevs av Ribaut 1912. Origmatogona catalonica ingår i släktet Origmatogona och familjen Origmatogonidae. Inga underarter finns listade i Catalogue of Life.